# 너비아니
너비아니(영어: neobiani)는 궁중식 불고기로 알려진 한국 요리이다. 쇠고기를 칼로 다져놓은 것을 양념하여 넓적하게 구워낸 음식이다.
너비아니의 시초는 상고시대부터 내려오는 고기 구이 요리인 맥적(貊炙)으로 본다. 이후 고려시대 불교의 영향으로 살생금지와 육식 절제로 소의 도살법과 조리법이 잊혔으나 몽골의 영향으로 고기요리법을 다시 되찾으면서 개성에서 설하멱(雪下覓)이라는 이름의 고기 구이가 생겨났고 훗날 궁중 요리를 중심으로 너비아니의 조리법이 정착하게 된다.
너비아니는 조선 중기까지 궁중에서 먹어왔으나 조선 후기에 조리법이 널리 퍼지면서 돼지고기를 사용하거나, 조리 과정을 줄인 섭산적 등의 여러 가지 다양한 조리법이 등장하였다. 일제강점기 이후 조선 왕조의 숙수들이 민간에 녹아들면서 더욱 널리 퍼지게 되었다.
쇠고기는 안심과 등심을 두께 5 mm, 가로세로 5 cm x 6 cm 크기로 잘라낸다. 자를 때는 쇠고기를 결 반대 방향으로 썰어야 한다. 그 후 칼집을 내거나 두드려서 고기를 부드럽게 한다. 그리고 배즙과 설탕을 섞은 액에 고기를 넣어 재워둔 뒤, 다진 파, 다진 마늘, 간장, 설탕, 후추, 깨소금, 배즙을 섞은 양념장에 고기를 넣어 버무린 뒤 약 20분 동안 재워둔다. 그리고 달군 석쇠에 고기를 놓고 한 장씩 가지런히 얹어서 타지 않도록 구워낸다. 많은 양을 한꺼번에 넣고 볶듯이 구우면 맛과 색감이 떨어지게 된다. 다 구워진 고기를 그릇에 담아 잣가루를 뿌리고 상추와 함께 낸다.

## 명칭에 관하여
너비아니라는 이름은 고기를 너붓너붓 썰었다고 붙여졌다는 이야기가 있다. 불에 구운 고기를 가리키는 서울 방언이 특정 요리의 명칭으로 퍼진 것으로 보기도 한다. '서울말 연구'라는 학술지에서는 너비아니와 '너비하니'를 서울 방언 중 하나로 보고 있다.
너비아니에 대한 기록은 "시의전서(是議全書)"가 최초로 알려져 있으며, "조선무쌍신식요리제법"에도 너비아니 또는 쟁인고기로 소개되고 있다. 시의전서가 동남 방언으로 표기한 문장이 눈에 띄게 많은 것으로 보아 시의전서가 편찬된 조선 후기 이후로 경상도 지역에도 사용되기 시작한 것으로 보고 있다.
궁중요리에서는 정식명칭은 한자로 표기하는 것이 원칙이기 때문에, 너비아니라는 이름은 궁중에서가 아닌 민간 등에서 지어질 가능성도 있다. 실제로 시의전서가 편찬될 즈음의 조선 후기에 조리법이 민간에 퍼지기 시작하면서 이 때 너비아니라는 이름이 부여된 것으로 보고 있다.

## 같이 보기
- 맥적
- 불고기
- 설야멱
- 조선왕조 궁중음식